# الخنب (المخادر)

تعديل مصدري - تعديل

الخنب محلة تابعة لقرية العياني، التابعة لعزلة بني سرحة بمديرية المخادر إحدى مديريات محافظة إب في الجمهورية اليمنية، بلغ تعداد سكانها 28 حسب تعداد اليمن لعام 2004.